# Kobiljek
Kobiljek (izgovarjava [kɔˈbiːljɛk]) je nekdanje naselje v osrednji Sloveniji v občini Zagorje ob Savi. Danes je del vasi Borje. Leži na Gorenjskem in je danes del Zasavske statistične regije.

## Geografija
Kobiljek leži severno od Borja, na prevalu med Jablaniškim vrhom (902 m) na vzhodu in Plešami (866 m) na severozahodu. Proti jugovzhodu se dviga hrib Kobiljek (920 m). Dostop do Kobiljeka je po cesti iz Jablane.

## Ime
Ime Kobiljek je povezano s toponimi, kot sta Kobilje in Koble, izpeljan pa je iz slovanskega korena * kobyla, 'kobila'.

## Zgodovina
Kobiljek je bil leta 1953 priključen Borjem in s tem izgubil status samostojnega naselja.